# Ла-Конвенсьон (провинция)
Ла-Конвенсьон (исп. Provincia de La Convención, кечуа Killapampa pruwinsya) — одна из 13 провинций перуанского региона Куско. Площадь составляет 165 415 км². Население — 30 062 человек; плотность населения — 5,5 чел/км². Столица — город Куильябамба.

## География
Граничит с провинциями: Калка, Урубамба и Анта (на юго-востоке), регионами: Хунин и Укаяли (на севере), Мадре-де-Дьос (на северо-востоке), Аякучо (на западе) и Апуримак (на юге).

## Административное деление
В административном отношении делится на 10 районов:
- Санта-Ана
- Эчарате
- Уайопата
- Маранура
- Окобамба
- Кельоуно
- Кимбири
- Санта-Тереса
- Вилкабамба
- Пичати